# Пливање на Летњим олимпијским играма 2012 — 400 метара слободно за мушкарце
Пливачка трка на 400 метара слободним стилом за мушкарце на Летњим олимпијским играма 2012. у Лондону одржана је 28. јула на базену центра за водене спортове. Квалификације су пливане у јутарњем, а финална трка у вечерњем термину. Учествовало је укупно 28 такмичара из 23 земље. Златну олимпијску медаљу освојио је Кинез Суен Јанг са временом новог олимпијског рекорда 3:40,14. Сребро је припало браниоцу злата из Пекинга Корејцу Парк Те-Хвану

## Освајачи медаља
|           | Резултат       |              | Резултат |                 | Резултат |
|           |                |              |          |                 |          |
| Суен Јанг | 3:40,14 АР, ОР | Парк Те-Хван | 3:42,06  | Питер Вандеркај | 3:44,69  |

## Рекорди
Пре почетка олимпијских игара у овој дисциплини важили су следећи рекорди:
| Светски рекорд    | Паул Бидерман | 3:40,07 | Рим, Италија       | 29. јул 2009.       | [ 1 ] |
| Олимпијски рекорд | Јан Торп      | 3:40,59 | Сиднеј, Аустралија | 16. септембар 2000. | [ 2 ] |

Током такмичења остварен је нови олимпијски рекорд, уједно и нови национални рекорд Кине и рекорд Азије:
| Датум   | Коло   | Пливач    | Националност | Време   | ОР |
| ------- | ------ | --------- | ------------ | ------- | -- |
| 28. јул | Финале | Суен Јанг | Кина         | 3:40,14 | ОР |

## Учесници
Укупно 35 пливача из 26 земаља било је пријављено у овој пливачкој дисиплини пре почетка игара. Од тог броја њих 23 је изборило директан пласман испливавши квалификациону норму од 1:56,85 секунди. Такмичари који су имали време боље од 2:00,95 (њих 11) су накнадно добили позив за учешће на играма. Преостала 1 квота је додељена олимпијском комитету Андоре у виду специјалне позивнице. На крају њих 7 је одустало од наступа.
| Начин квалификације                     | Квота | Квалификанти |
| --------------------------------------- | ----- | --- |
| Олимпијска А норма 3:48,93              | 2     | Дејвид Макијон Рајан Наполион |
| Олимпијска А норма 3:48,93              | 2     | Хао Јуен Суен Јанг |
| Олимпијска А норма 3:48,93              | 2     | Роберт Ренвик Дејвид Кери |
| Олимпијска А норма 3:48,93              | 2     | Питер Вандеркај Конор Двајер |
| Олимпијска А норма 3:48,93              | 2     | Мадс Глеснер Пал Јенсен |
| Олимпијска А норма 3:48,93              | 1     | Рајан Кокрејн |
| Олимпијска А норма 3:48,93              | 1     | Паул Бидерман |
| Олимпијска А норма 3:48,93              | 1     | Герге Киш |
| Олимпијска А норма 3:48,93              | 1     | Самуел Пицети |
| Олимпијска А норма 3:48,93              | 1     | Парк Те-Хван |
| Олимпијска А норма 3:48,93              | 1     | Метју Стенли |
| Олимпијска А норма 3:48,93              | 1     | Усама Мелули |
| Олимпијска А норма 3:48,93              | 1     | Херден Херман |
| Олимпијско квалификационо време 3:54,13 | 9     | Јегор Дегтјарев Доминик Мештри Сергиј Фролов Хуан Мартин Переира Кристијан Кинтеро Матијас Коски Ђорђе Марковић Матеуш Савримович Матео де Ангуло |
| Специјалне позивнице                    | 3     | Алан Гутијерез Ахмед Гебрел Себастијан Јансен |
| Укупно                                  | 30    | |

## Квалификације
Такмичари су били подељени у 4 квалификационе групе, а 8 са најбољим резултатима остварило је директан пласман у финале. Бранилац титуле Парк Те-Хван је првобитно дисквалификован због погрешног старта, али је услед жалбе коју је поднела Корејска пливачка федерација ФИНА променила ту одлуку и дозволила му наступ у финалу.
| Пла. | Трка | Стаза | Пливач              | НОК                       | Резултат | Нап. |
| ---- | ---- | ----- | ------------------- | ------------------------- | -------- | ---- |
| 1.   | 4    | 4     | Суен Јанг           | Кина                      | 3:45,07  | КВ   |
| 2.   | 4    | 5     | Питер Вандеркај     | Сједињене Америчке Државе | 3:45,80  | КВ   |
| 3.   | 4    | 7     | Конор Двајер        | Сједињене Америчке Државе | 3:46,24  | КВ   |
| 4.   | 3    | 4     | Парк Те-Хван        | Јужна Кореја              | 3:46,68  | КВ   |
| 5.   | 3    | 2     | Герге Киш           | Мађарска                  | 3:46,77  | КВ   |
| 6.   | 4    | 3     | Хао Јуен            | Кина                      | 3:46,88  | КВ   |
| 7.   | 3    | 5     | Рајан Наполион      | Аустралија                | 3:47.01  | КВ   |
| 8.   | 3    | 6     | Дејвид Кери         | Уједињено Краљевство      | 3:47,25  | КВ   |
| 9.   | 2    | 5     | Рајан Кокрејн       | Канада                    | 3:47,26  |      |
| 10.  | 4    | 6     | Пал Јенсен          | Данска                    | 3:47,36  |      |
| 11.  | 2    | 3     | Роберт Ренвик       | Уједињено Краљевство      | 3:47,44  |      |
| 12.  | 2    | 6     | Мадс Глеснер        | Данска                    | 3:48,27  |      |
| 13.  | 2    | 4     | Паул Бидерман       | Немачка                   | 3:48,50  |      |
| 14.  | 3    | 3     | Дејвид Макијон      | Аустралија                | 3:48,57  |      |
| 15.  | 2    | 2     | Метју Стенли        | Нови Зеланд               | 3:49,44  |      |
| 16.  | 4    | 8     | Кристијан Кинтеро   | Венецуела                 | 3:50,44  |      |
| 17.  | 3    | 1     | Сергиј Фролов       | Украјина                  | 3:50,63  |      |
| 18.  | 4    | 2     | Самуел Пицети       | Италија                   | 3:50,93  |      |
| 19.  | 4    | 1     | Доминик Мештри      | Швајцарска                | 3:51,34  |      |
| 20.  | 2    | 7     | Јегор Дегтјарев     | Русија                    | 3:52,33  |      |
| 21.  | 1    | 4     | Матеуш Савримович   | Пољска                    | 3:53,33  |      |
| 22.  | 3    | 8     | Матијас Коски       | Финска                    | 3:54,96  |      |
| 23.  | 2    | 8     | Ђорђе Марковић      | Србија                    | 3:55,35  |      |
| 24.  | 2    | 1     | Хуан Мартин Переира | Аргентина                 | 3:56,76  |      |
| 25.  | 3    | 7     | Херден Херман       | Јужноафричка Република    | 3:57,28  |      |
| 26.  | 1    | 5     | Матео де Ангуло     | Колумбија                 | 3:57,76  |      |
| 27.  | 1    | 6     | Ахмед Гебрел        | Палестина                 | 4:08 ,51 |      |
| 28.  | 1    | 3     | Алан Гутијерез      | Хондурас                  | 4:09,10  |      |

## Финале
У финалној трци кинески пливач Суен Јанг освојио је златну медаљу и поставио нови олимпијски рекорд (уједно и нови азијски и национални рекорд Кине).
| Поз. | Стаза | Пливач          | НОК                       | Резултат | Нап.       |
| ---- | ----- | --------------- | ------------------------- | -------- | ---------- |
|      | 4     | Суен Јанг       | Кина                      | 3:40,14  | АР, НР, ОР |
|      | 6     | Парк Те-Хван    | Јужна Кореја              | 3:42,06  |            |
|      | 5     | Питер Вандеркај | Сједињене Америчке Државе | 3:44,69  |            |
| 4.   | 7     | Хао Јуен        | Кина                      | 3:46,02  |            |
| 5.   | 3     | Конор Двајер    | Сједињене Америчке Државе | 3:46,39  |            |
| 6.   | 2     | Герге Киш       | Мађарска                  | 3:47,03  |            |
| 7.   | 8     | Дејвид Кери     | Уједињено Краљевство      | 3:48,62  |            |
| 8.   | 1     | Рајан Наполион  | Аустралија                | 3:49,25  |            |